# Podlisec
Podlisec je naselje v občini Trebnje.
Podlisec je gručasto naselje nad zahodnim robom Dobrniške uvale na severovzhodnem pobočju Lisca. Obdelovalne površine so Dule, Pake, Podgabrje, Gonevšpik in Vavpški hrib, prebivalci pa se ukvarjajo predvsem z živinorejo. V okolici hiš so stari sadovnjaki, na zahodu pa gozdnata Boršt in Vavpški hrib. Včasih poleti pride do pomanjkanja pitne vode. Večino pitne vode porabijo za napajanje živine. Iz Podlisca je bil doma Severin Šali, pesnik, urednik in prevajalec. Na Podliscu je živel tudi Jože Udovč, ki je bil prvi slovenski pilot, ki je preletel Severno Ameriko, Atlantik in Evropo.